# Pamiers
Pamiers är en kommun och den största staden i departementet Ariège i regionen Occitanien i sydvästra Frankrike. Kommunen Pamiers har 15 574 invånare (2007).

## Befolkningsutveckling
Antalet invånare i kommunen Pamiers
| Referens: INSEE |